# Lomocyma
Lomocyma este un gen de molii din familia Sphingidae. 

## Specii
- Lomocyma oegrapha - (Mabille 1884)